# Hyloxalus abditaurantius
Hyloxalus abditaurantius es una especie de anfibio anuro de la familia Dendrobatidae.

## Distribución geográfica
Esta especie es endémica de Colombia. Habita entre los 1450 y 2000 m de altitud:
- en el departamento de Risaralda, en la vertiente occidental de la Cordillera Occidental;
- en el departamento del Quindío en el norte de la Cordillera Central.[4]

## Etimología
El nombre específico abditaurantius compuesto del latín abditus, oculto, y aurantius, naranja, en referencia a los puntos naranjas de esta especie que se ocultan cuando están sentados.

## Publicación original
- Silverstone, 1975 : Two new species of Colostethus (Amphibia: Anura: Dendrobatidae) from Colombia. Natural History Museum of Los Angeles County Contributions in Science, n.º 268, p. 1-10[5]